# Fighting Golf
Fighting Golf (ファイティングゴルフ?) è un videogioco arcade sportivo del 1988 sviluppato da SNK. Sponsorizzato dal golfista Lee Trevino, il gioco ha ricevuto una conversione per Nintendo Entertainment System.